# شارکوی
شارکوی (به ترکی استانبولی: Şarköy) شهری است در کشور ترکیه که در استان تکیرداغ واقع شده‌است. جمعیت این شهر بر اساس سرشماری سال ۲۰۰۸ میلادی ۱۶٬۱۲۱ نفر و بر اساس برآوردهای سال ۲۰۰۹ میلادی ۱۶٬۷۱۹ نفر می‌باشد.